# 625 pr. n. št.

## Smrti
- Madij - kralj Skitov (* ni znano)